# 引分 (相撲)
相撲用語としての引分（ひきわけ）は、両力士が疲労のためにこれ以上勝負をつけられないときに与える裁定のひとつである。

## 解説
かつての相撲は、全体的にがっぷり四つに組み合ってから勝負をつけるものが多かった。その場合、両力士が組み合ったまま勝敗をつけられない場合が出てくる。水入りの制度で、一応の疲労回復は可能でも、そのあとも動けなくなることもある。そのときに、「引分」の裁定がくだされ、星取表には「×」の記号で記されることになる。
江戸から明治にかけては、そうした物理的なものの他にも、お抱え大名の都合や、上位力士の面子をたもつために、無理をして勝負をつけないで、四つに組み合ったまま引分をねらうようなことも見受けられた。横綱の大砲万右エ門は、明治40年夏場所にて9日間皆勤して、9日間とも引分を記録している。常陸山と梅ヶ谷の両雄の対戦も、横綱昇進後は、引分となることが多かった。
1909年の両国国技館開館によって、東西の団体優勝制度や、個人への優勝額の授与がはじまると、勝負をつけることを心がける力士も多くなり、栃木山のような、スピードのある相撲をとる力士も出てくるようになると、引分は減少の傾向をたどった。大正末期になってから、さまざまな勝負についての制度改革が行われた際に、二番後取り直しの制度が決められてから、引分は大幅に減少した。
1943年5月場所10日目に、青葉山徳雄と龍王山光との対戦が引分となったが、軍部の影響下にあった協会幹部から嫌がられて、両力士とも〈敢闘精神不足〉という名目で出場停止の処分をうけた。なお、青葉山はその前日の9日目にも九州山義雄との対戦で引分を記録しているが、九州山が出場停止処分を受けることは無かった。
現在では、二番後取り直しのあと、水が入り、なおかつその後も動きがなくなったときに「引分」とすることとなっている。現在幕内の取組での引分は、1974年9月場所11日目の三重ノ海と二子岳との一番が最後となり、それ以降幕内での引分は一度も出ていない。
幕下以下では水を入れないため取組が長引いた場合即座に二番後取り直しとなるが、取り直しの相撲も長引いた場合に再度取り直しとするか引分にするかは審判の判断に委ねられる。幕下以下での引分は1986年7月場所5日目の市ノ渡と梅の里の取組が最後となっている。

## 実例・逸話

### 引分のからんだ優勝
引分を優勝争いの場合にどう扱うか、明確でない部分がある。価値の大小でいえば「白星＞引分＞黒星」であることは明らかであるが、現行の規定では例えば「14勝1敗と13勝2引分ではどちらが上位か？」という議論が起こりうる。現実的には有り得ないと思われているケースだけに見過ごされているが、引分の存在を認める以上は明確にする必要がある。ただ優勝額制度発足の1909年6月場所では平幕の高見山酉之助が7勝3分で大関太刀山（8勝2敗）をおさえて優勝しており、優勝を勝ち星の数ではなく勝ち越し点（勝ち星－負け星）で競う原則は現在まで変更されていない。
なお、引分を記録した力士が優勝争いにからんだ最後の例は、1958年11月場所の初代若乃花で、7日目に出羽錦と（3度目の）引分があって14日目を終わって12勝1敗1分、13勝1敗の3代朝潮と千秋楽結びの一番となり、勝てば朝潮を半星差で逆転して優勝だったが（朝潮は引分でも優勝）敗れている。また前述の幕内最後の引分を記録した1974年9月場所の三重ノ海も最終的に11勝3敗1分で、14勝1敗の輪島に2勝半の差ながら優勝次点に当たる成績を残している。
さかのぼれば1923年1月場所千秋楽横綱栃木山と大関源氏山が、8勝1敗同士勝った方が優勝の相星決戦で引分になっている。当時優勝決定戦はなく、同成績の場合は番付上位の者が優勝となる制度だったため、特に問題なく栃木山の優勝が決まったが、現在同様のことが起きた場合どうなるのかも明確な規定はない。
このほか、成績には直接記録されなくとも、例えば優勝決定戦での取組で引分となり得る可能性もある。現行制度では優勝決定戦は必ず相星成績の者が対戦するため、優勝決定戦での取組で勝負がつかない場合は優勝の裁定をどうするのか議論の余地がある。

### 五分の星の場合
また、現在の制度において7勝7敗1引分の際には勝ち越し・負け越しのどちらにするのかも明確にする必要がある。過去の例では、上下の力士の成績によって上げられる場合も下げられる場合もある。極端な例では、1941年5月場所西前頭20枚目で7勝7敗1分の清美川が翌場所東12枚目まで上げられている。当時は東西制の時代で、同じ西方の平幕中位～下位に負け越し力士の多かったことが幸いした形だった。逆に、同じ場所東21枚目で同じく五分の星だった八方山は同じ片屋の下位に勝ち越しが多かったため、翌場所西20枚目と1枚の昇進にとどまっている。
1955年1月場所初代若乃花（当時若ノ花）が東関脇で7勝7敗1分だったが、つづく3月場所では西関脇の地位だった。前場所西関脇で11勝4敗の大内山に東関脇を譲ったのは当然として、西張出関脇で8勝7敗の松登（3月場所も引き続き西張出）より下位には回されなかったということになる。ちなみにこの3月場所でも若ノ花10勝4敗1分、松登11勝4敗とやはり半星差で、翌5月場所では松登が東関脇にまわり、若ノ花は西関脇と逆転している(大内山は13勝2敗で優勝決定戦に出場し、大関に昇進している。)。
十両以上での7勝7敗1分の最後の例は1967年5月場所東十両8枚目の大文字で、翌場所は同じ東8枚目に据え置き。幕内での最後は1963年9月場所の東平幕10枚目大晃で、翌場所は西10枚目と半枚さがっている。
なお7勝6敗2分は過去に例がないが（昭和20年代の幕下以下も15番取っていた時期の幕下以下にも例なし）、1924年5月場所西前頭14枚目の若太刀が5勝4敗2分（当時11日制）で翌場所は西8枚目に昇進と勝ち越しの扱いを受けている。
「五分の星」そのものは、引分が絡まない場合でも、現在でも序ノ口で出場人数の都合で八番相撲を取った場合に発生しうる。